# Ґолембська конфедерація
Ґолембська конфедерація — конфедерація, утворена шляхтою при королі Міхалі Корибуті Вишневецькому 16 жовтня 1672 р. До неї також приєдналися групи, вірні магнатському королю. Монарх підписав акт про конфедерацію 10 листопада 1672 року.
Основними авторами резолюцій конфедерації були познанський єпископ Стефан Вежбовський та серадзький воєвода Фелікс Казімеж Потоцький.
Противники конфедерації - опозиція - асоціювалася з: двором Королівства Франції, Примасом Миколаєм Пражмовським і великим коронним гетьманом Яном Собеським.
Здача Кам'янця-Подільського 26 серпня 1672 р. відкрила шлях османській армії до Речі Посполитої. Цапів-відбувайлів шукали у власних рядах: за деякими джерелами Собеського звинувачували у здачі фортеці, шукали прихованої змови та корупції. Однак, оцінивши докази в цьому питанні, багато конфедератів примирилися з ним (деякі «на колінах»).
16 жовтня був прийнятий акт конфедерації, метою якого було зберегти країну від зовнішніх загроз і внутрішніх конфліктів, а також захищати права та привілеї середньої та нижчої шляхти через резолюції, що обмежують права частково непідвладних та опозиційних магнатів.

У той же час 16 або 18 жовтня 1672 року було підписано Бучацький мир з Османською імперією.
Опозиційна частина шляхти вважала мирний договір принаймні суперечливим, з цієї та інших причин країна занурюється в анархію, стоячи на межі громадянської війни.